# 마진 본
마진 본(일본어: マジンボーン, 영어: MAJIN BONE)은 일본의 트레이딩 카드 아케이드 게임. 또, 이 게임을 원작으로 하는 미디어 믹스 작품.

## 개요
본 작품은 반다이·슈에이샤·TV도쿄의 3사에 의한 크로스미디어 콘텐츠로서 기획되어 데이터 카드 다스를 핵심으로 하여 TV애니메이션과 만화라는 다각미디어믹스 전개를 한다.내용은 9세에서 12세 남자아이를 주요 타깃으로 한 히어로 배틀 액션.
타이업은 주로 집영사의 '사이쿄 점프'가 한다. 이 잡지에서 스기타 히사시의 코믹컬라이즈판 연재가 2014년 1월부터 개시, 반다이에서 『데이터 카드더스 마진본』이 2014년 4월부터 가동, 2015년 5월 발매된 7탄으로 가동 종료되었다. 또한 한국 방영은 인지도가 없어서 한국 방영은 하지 않았다.

## 등장인물

### 본 파이터
류진 쇼고 / 드래곤 쇼고 (竜神 翔悟 / ドラゴン・翔梧)
성우 - KENN, 요시타케 유우코(어린 소년 시절)
본작의 주인공. 일본 출신. 드래곤 본(용)의 적합자. 불의 본 파이터. 16세. 필살기는 '염룡권'(폭주모드 '플레어 레이징', 아이언 본 '굉룡연아', '용조각', 레어메탈 본 '홍달의 포효').
보통의 고교생(도립 오이즈미 토우 고등학교)으로서 살고 있었지만, 드래곤 본의 적합자로 선택됨으로써 그 운명에 고민하면서 싸움에 참가한다. 칠칠치 못한 면도 있지만 기본적으로 상냥한 성격이며, 그래서 싸움의 운명에 고뇌하더라도 아무렇지도 않은 일상을 지키기 위해 각오를 다진다. 어렸을 때부터 가라테를 배우고 있지만 공식 실력은 웬만하다. 리벨트와의 첫 전투에서는 주위에 주는 피해로부터 힘을 원해 폭주시켜 자신도 의식 불명 상태에 빠지더라도, 다음 전투에서는 폭주를 억제하는 데 성공한다. 드래곤 본은 다른 본과 달리 코어본이 불분명했기 때문에 지구의 본 파이터 가운데 아이언 본으로 각성된 것은 마지막이었다. 리벨트나 크루드와의 대화를 거쳐 네포스의 실체도 궁금해진다. 지구에 내습한 우로볼로스와 오울의 전쟁 속에서 클루드와 와이 번의 소원을 받은 불의 마신으로 인정받아 레어메탈 본으로 변신했다.
코믹컬라이즈에서는 중도의 수행 덕후가 되어 있으며, 수많은 외부 기술을 가진다. 파카 애호자로, 가쿠란의 이너로도 평상복에 사용하고 있다. 또 본 카드의 힘을 즐이라고 생각한다.
드래곤 본
성우 - 고우다 호즈미
드래곤 본에 깃든 의사 같은 거하얀 드래곤 혹은 본 파이터의 모습으로 쇼고의 의식 속에서 말을 걸었다지구를 지켜본 특별한 본이며, 시작의 마신의 귀환을 거부하고 있다.
루크 / 샤크 루크
성우 - 타치바나 신노스케, 코키도 시호 (소년시절)
호주 출신. 샤크 본(상어)의 적합자. 물의 본 파이터. 필살기는 조류기참(스트림커터)(폭주모드 하이드로레이징), 아이언 본 해류열참(타이어 에지), 레어메탈 본 대해류의 송곳니).
합기도의 사용자로 본 파이터들의 리더적 위치. 냉정한 판단과 함께 동료들에 대한 배려도 할 줄 아는 인물로 일동을 정리하고 있다. 성실 일변도는 아니고, 덩치가 큰 식혜로 특히 식혜를 좋아해, 조개잡이를 이야기하고, 커피는 설탕과 크립을 대량으로 넣어 마신다, 하복은 차이나복풍 등, 의외로 장난스러운 곳도 있다. 부친의 관계로 어릴 적부터 본 연구소에 와 있던 것으로, 어릴 때에 석판에 의해서 적합자로 선택된다(이 사실이 지혜의 귀에 들어가, 쇼고와의 이별의 원인이 된다). 리베레이션 코쿤 내에서는 공간 내 수영이 가능. 수없이 습격해 온 그레고리 형제를 힘으로라도 말리겠다고 다짐하던 중 모든 것은 유전되는 데 감명한 물의 마신으로 샤크 본이 소개시켜 레어메탈 본으로 변신했다.
샤크 본
성우 - 타지리 히로아키
샤크 본에 깃든 의사 같은 거루크의 의식 속에서 거대한 상어의 모습으로 나타났다.
안토니오 / 재규어 안토니오
성우 - 요시노 히로유키
브라질 출신. 재규어 본(재규어)의 적합자인 나무의 본 파이터. 필살기는 소닉징가(폭주모드 팀버레이징), 아이언 본(래피드폴랴), 레어메탈 본(리프 블라스터).
카포에이라의 사용자로 밝고 소탈한 분위기 메이커. 자원한 게 아니라 루크에 적합자라는 말을 듣고 지구를 지키는 전사로 가담했다. 말이 많고 특히 반응이 재미있는지 길버트를 놀리더니 곧잘 충돌한다. 무엇이든 능숙하게 처리할 수 있는 성격으로, 저글링부터 시공사무까지 폭넓게 처리할 수 있다. 달동네에서 자라 고독한 과거를 짊어지고 있으며, 그래서인지 경구에 반해 주위를 배려할 줄 아는 부지런한 인물이기도 하다. 자신이 변화하지 않는 것을 걱정했지만 변화 없이 사람들을 기쁘게 하는 그를 처음부터 인정했던 나무의 마신에 의해 레어메탈 본으로 모습을 바꿨다.
재규어 본
목소리 - 타마키 마사시
재규어 본에 머무르는 의사 같은 것. 표범의 모습으로 나타난다. 나무의 마신의 추천으로 안토니오를 선택하고 있었다.
타이론 / 라이노 타이론
성우 - 야스모토 히로키
아프리카 출신. 라이노 본(코뿔소)의 적합자·흙의 본 파이터. 필살기는 「스크류 버스터」(폭주 모드 「가이아레이징」, 아이언 본 「그래비티 브리카」, 레어메탈 본 「대지의 분노」).
레슬링 기술을 쓰는 모히칸 컷의 덩치 큰 남자. 부모는 이미 세상을 떠났고 남은 가족은 남동생 7명, 여동생 8명 등 대가족으로 싸우는 이유도 가족 때문이다. 온화하고 말을 아끼는 성격 때문에 충돌하기 쉬운 안토니오와 길버트의 중재 역할을 하기도 한다. 장래는 교사를 목표로 하고 있으며, 일본에서는 실제로 오이즈미대학에 유학하고 있다. 본 카드는 동생들이 발견한 것으로, 공명은 하지만 동생들이 정령의 소리라고 부르는 본의 목소리는 들리지 않는다. 바실리스크와 싸우는 동료들의 위기에서 라이노 본과 처음으로 대화하며 땅의 마신으로 인정받아 레어메탈 본으로 변신한다.
라이노 본
성우 - 나카무 타카유키
라이노 본에 깃든 의사 같은 거. 본 파이터의 모습으로 나타나 상냥함에 공명했다고 말한다.
길버트 / 레오 길버트
성우 - 산페이 유우코
미국 출신. 레오 본(사자)의 적합자, 번개의 본 파이터. 필살기는 '골든 러쉬'(폭주모드 '볼트레이징', 아이언 본 '골든메가 스매시', 레어메탈 본 '라이트닝 임팩트').
복싱의 심부름꾼. 쇼고들과 달리 자청해서 본 파이터가 된다. 연상에 관심은 없다고 말했지만, 사호에게는 강한 호의를 품고 있다. 미국의 대학에 월반 입학하는 등 노력가로, 프라이드가 높아 합류 당초부터 다른 멤버를 얕잡아 보는 언동을 해도, 첫진부터 다크호스에게 뼈아픈 패배를 당하고, 그레고리&빅토르 형제에게도 전혀 당해내지 못하는 상태였다. 일단 그 외의 본에게는 실력을 보여줬지만. 멤버 중 가장 사명감이 강하고 그에 비해 긴장감이 적은 멤버에 대해 강하게 반발할 때가 많다. 그러면서도 패배에 초조감과 두려움을 많이 느낄 나이인 면이나 그런 자신을 용서할 수 없을 만큼 단단하기 때문에 위태로운 면도 눈에 띈다. 자신의 나약함을 인정하고 몇번이고 일어선 포기하지 않는 마음을 가짐으로써 아이언 본으로 누구보다 빨리 각성한다. 또한 평의회의 카바리오와 라케르트의 2명에 의한 절체절명의 싸움에서도 꺾이지 않는 마음으로부터 번개의 마신으로 인정되어 레어메탈 본으로 변신한다.
레오 본
성우 - 시라카와 슈사쿠
레오 본에 깃든 의사 같은 거. 길버트의 의식 속에서 황금 사자 또는 본 파이터의 모습으로 나타났다.

### 관계자
시마타니 사호 (島谷 早穂)
성우 - 센다이 에리
쇼고의 소꿉친구 소녀. 외계인을 좋아하는 대 오컬트 매니아. 쇼고의 이웃이었지만, 집이 다크 스코피온에게 파괴되었기 때문에 어머니와 함께 류진가에 얹혀 살고 있다. 대학 진학에 자연계를 택하고 있지만 엄마로부터 반대를 받고 있다. 쇼고에 대해서는 언니인 체하는 경향이 있어.
코믹컬라이즈에서는 머리 모양등이 다르다.
류진 켄고 (竜神 健悟)
성우 - 타나카 카즈나리
쇼고와 토모코의 아버지. 신사의 구지이기도 하다. 타이론을 마음에 들어 자주 장기 상대를 한다. 그도 또한 가라데의 유단자다. 사소한 동작에도 눈치가 빠른 통찰력의 소유자.
류진 토모코 (竜神 智子)
성우 - 코토부키 미나코
쇼고의 누나. 간식찻집 에덴에서 일하고 있다. 다방을 거점으로 본 파이터들은 이곳을 야유장으로 삼고 있다. 가라테는 쇼고보다 강했고 과거 경기에서 남자 선수들을 망가뜨려 놓았기 때문에 브래디 토모코라는 이름이 붙었다. 또 전투능력에 관한 한 상대가 방심했다고는 하지만 다크스네이크의 복부를 일격에 쓰러뜨리는 실력을 갖고 있다.
류진 치에 (竜神 智恵)
성우 - 오카무라 아케미
쇼고와 토모코의 어머니. 12년 전에 나갔다가 돌아오지 않았지만 원래 본 멜버른 연구소의 직원으로 시작했던 마신이나 본의 존재를 일찌감치 예견하고 제창했다. 또한 리버레이션 코쿤의 개발 책임자이기도 하다. 현재는 ISS에서 코쿤 제작을 매회 갱신하고 있으며 장기 체류중. 다른 사람을 배려해 자신을 뒤로 미루는 성품은 아들에게 계승되고 있다. 수비의무에 의해 가족에게도 사정을 알리지 않고 실종 취급이 되고 있었지만, 쇼고가 본 적합자가 된 것으로 사정을 밝혀진다.
최종 결선 후에는 가족과 다시 만나 주부업에 전념하게 됐다.
시마타니 키요코 (島谷 喜代子)
성우 - 이마이 유카
사호의 어머니. 남편은 부재로 친정 대파후는 류진가에 얹혀살고. 느긋하지만 현실적으로는 보이지 않는 딸의 진로에는 반대한다. 한편으로 부부 사이는 좋고, 남편이 귀향했을 때는 평상시와는 완전히 바뀌어 러브러브 상태다.
모모타로 (桃太郎)
성우 - 요시타케 유우코
시마타니가의 반려견. 동물인 만큼 이형의 다크 본의 기색을 감지하고 있다.
시마타니 카츠야 (島谷 勝也)
성우 - 하마다 겐지
사호의 아버지. 원두커피등의 거래로 전 세계를 돌아다니고 있어 거래처 문화에 잘 물들어 있다. 해외 출장이 길어 함께 있는 시간은 적지만 부부 사이는 화끈하다.
케이코 (圭子)
성우 - 요시타케 유우코
쇼고의 반 담임 교사.

### 본 연구소 관계자
히가시오
성우 - 오오츠카 아키오
본 연구소 소장술을 좋아하는 흡연가쇼고에 지혜의 모습을 겹쳐 그리워하고 있다.
4년 전 중앙아시아에서 발굴팀 H&P의 일원으로 있으면서 본 파이터가 되기 전의 그레고리 형제를 만나 약간의 '빌려줌'을 만든 적이 있다. 그 후 (이야기 개시 1년 전에) 재회, 네포스의 정보를 몇 번인가 그들로부터 '대출'이 없어질 때까지의 조건부로 받고 있었다(이것은 이안을 비롯한 연구소의 상층부도 파악하고 있던 것이지 배반한 것은 아니다). 더욱이 네포스에서 이반해 지구에서 갈 곳을 잃고 있던 리베르토들과 접촉, 그들로부터도 정보를 얻으려고 하는 등, 네포스의 백성들과 계속 서로 배반한 것은 아니다). 또한 네포스에서 배반하고리토리가 지구에서 배반 하고리 베쓰를 믿거나 지구에서 만난 것 외에 어떤 백성들과도 믿고 있던 리베르토의 백성들과 접촉하고리를 알아내려고 한다.
안나 크리스틴
성우 - 고바야시 아이
본 연구소 소장 보좌데이터 카드더스에서는 레벨업 안내방송을 담당하고 있다.
레오나드
성우 - 아사누마 신타로
본 연구 개발팀의 리더. 희귀한 본 카드를 보고 기뻐하는 등, 약간 매드 사이언티스트의 기미가 있다. 대파된 아뮬렛을 대신하러 일본 방문해, 스토커적으로 쇼고의 주위를 헤매고 있었다. 루크의 방황이 사라진 후는 귀국했지만, 이따금 일본에 온다. 연구소 일본 지부에서 리벨트(네포스인)의 데이터 수집을 하는 등, 본의 연구에 여념이 없다.
이안
성우 - 가중 히로시
루크의 아버지. 본 연구원이지만 한때 멜버른의 연구소 연구원이었다. 현재는 조직 전체의 톱인 로스 연구소 소장. 히가시오의 행동도 인지하고 있었다. 몇 년만의 부모와 자식간의 대화를 통해 아들의 모습이 변한 것에 놀라고 있었다. 치에와 쇼고의 관계도 알고 있어 네포스에서 귀환한 그에게 사죄하고 있다.

### 다크 본 / 네포스 안게리스
에피스 / 다크 비
성우 - 마스모토 타쿠야
비 본(벌), 천둥 속성의 다크 본. 필살기는 스파킹 니들.
다크호스가 이끄는 선발 부대 중 한 명으로 리베르트의 부하. 머리와 양 어깨, 양팔에 날카로운 가시를 가지고 있다. 쌩얼은 금발 남성.
몇 차례의 전투에서 드래곤 본과 겨루기도 불의 마신의 힘을 얻은 드래곤에 의해 코어 본 크래시된다. 패배 후 카드를 빼앗김으로써 에퀘스가 아닌 네포스로 귀환했다. 이후 쿠르드와 행동을 같이하며 공개적으로 움직이지 못하는 이들을 대신해 속세 레볼트의 동향을 살폈다. 최종 결전 후, 네포스를 방문한 레너드에게 본 카드를 반환당하고 다시 에퀘스로 복귀한다.
다크 스콜피온
성우 - 쿠스노키 타이텐
스콜피온 본(전갈), 불속성의 다크본. 필살기는 '그레이브 히트'.
다크호스가 이끄는 선발 부대 중 한 명. 시마타니가에 있는 정원석에 있는 드래곤 본의 카드를 탈취하려고 했다. 최초의 코어 본 크래쉬를 당해 드래곤 본을 가진 쇼고에게 사념으로 배신자라고 부르는 의미심장한 대사를 내뱉고 있다. 또 4년 전에도 본 회수에 나타나 빅토르 등을 네포스본성으로 데려갔다.
다크 맨티스
맨티스 본(사마귀), 나무 속성의 다크 본. 필살기는 블레이드 오브 크로스.
다크호스가 이끄는 선발 부대 중 한 명. 미혹을 뿌리친 쇼고에게 농락당해 일격에 비틀과 함께 코어본 크러쉬된다.
다크 비틀
비틀 본(장수풍뎅이), 흙속성의 다크 본. 필살기는 '어스 프레셔'.
다크호스가 이끄는 선발 부대 중 한 명. 양팔과 양 다리에 스파이크 가드를 장비한다. 미혹을 뿌리친 쇼고에게 일격에 맨티스와 함께 코어본 크러쉬된다.
데이터카드 다스 6탄에서는 레어메탈 본으로 각성한 버전이 등장한다.
다크 스파이더
성우 - 타지리 히로아키
스파이더 본(거미), 물속성의 다크 본. 필살기는 '데드리 웹'.
다크호스가 이끄는 선발 부대 중 한 명. 소리 높여 물의 마신의 은혜를 입어도 제어하지 못하고 있다. 폭주한 다크호스에 의해 코어본 크래시 당한다.
다크 호스
성우 - 오키아유 료타로
호스 본(말), 불속성의 다크 본. 필살기는 [라이징 볼케노](폭주모드 [플레어 레이징]).
사라진 다크 스콜피온을 대신해 새롭게 나타난 다크 본으로 선발 부대의 리더. 기본적으로는 팔을 사용하지 않고 다리 기술을 자랑해, 다른 다크 본과는 구별을 분명히 하는 실력을 보인다. 그러나 미혹을 뿌리친 드래곤에 의해 부하를 차례차례 쓰러뜨린 일이나, 그레고리에게 도발당해, 평소의 냉정함이 결여된 외양간 폭주상태에 빠지지만, 시작의 마신에게 리버레이션 코쿤째로 망하는 불쌍한 최후를 맞는다.
코믹컬라이즈에서는 자랑스러운 전사 '호스'이며, 전투를 명곡이라 칭하며 본 파이터들을 농락하고, 다른 다크 파이터들을 통솔한다. 드래곤 본과의 싸움에 방해하는 자는 아군이든 이빨을 향하지만, 쿠르드에게 숙청된 후에 지구로 가서 호적수인 쇼고에게 호스의 카드를 맡기고 사망한다.
리베르토 / 다크 팬서
성우 - 오리카사 후미코
팬서 본(표범), 공간 속성의 다크 본. 필살기는 악셀 스페이서.
네포스의 여성 간부 슈트루츠의 딸순간이동이나 떨어진 곳에 팔을 내미는 등 공간기술이 뛰어나다. 에퀘스의 전사로서 자부심을 갖고 있으며, 시작의 마신의 생명인 드래곤 본 회수를 위해 쇼고를 접촉하고 흥미를 가진다. 빅토르들에게는 고용주적인 입장이다. 지구인에 관해서는 대기를 더럽히고 인간끼리 싸우는 하등한 생물이라고 깔보는 것도, 자연에 관해서는 끌리고 있다. 지구의 본 파이터가 아이언이 됐다는 것과 쇼고와의 가라데 경기에서 뭔가를 느꼈는지 지구에 머물러 지구인을 알고 싶은 마음에 의식주를 확보하는 대신 연구에 협력할 것을 히가시오 소장과 약속한다. 아버지의 위기를 알고 쇼고달을 데리고 네포스로 귀환하는 모레볼트와 교전, 구해내는 모스루드와 모스 등과 뿔뿔이 흩어져 지구로 돌아왔지만, 드로수스들이 글라디스와 재래했을 때 다시 돌아와 창이로 귀환하여 쇼고들의 품에 몸을 의지하고 아버지 슈트루츠의 명에 따라 지구의 본 파이터와 함께 투쟁하며 자신의 마음에 향했다. 어머니는 어려서 세상을 떠났고 홀아비 혼자 컸다.
미녀라고 할 수 있는 용모의 소유자로 만화판 작가로부터 지적받을 정도의 복장 노출도와 스타일 좋은 풍만한 가슴을 갖고 있다. 희로애락 등의 감정을 잘 드러내지 않는 냉정 침착한 성격이지만, 모스들에게 슈트루츠가 죽었다는 말을 들었을 때는 표정 등은 바꾸지 않았지만 코쿤의 완성을 위해서는 네포스에 갈 필요가 있다는 말을 들은 후에 ISS에 갔을 때는 눈물을 흘리며 통곡했다.
만화판에서는 TV시리즈에 비하면 상당히 동안으로 감정 표현이 풍부하고, 조금 츤데레한 성격을 띠고 있다.
쿠르드 / 다크 와이번
성우 - 이노우에 카즈히코
본(와이번), 불속성의 다크 본. 필살기는 '크림존 블레이드'.
리벨트들의 상사로 본 회수의 최고 권력자이며 네포스 평의회의 일원. 다크 피닉스의 적합자인 슈트루츠와는 맹우로 있다.
아이언 본 각성자이자 재규어와 샤크를 일축시킨다. 당초에는 지구의 본 파이터들을 천대하고 천대했으나 드래곤이 아이언 본으로 각성하면서 지구 본 파이터의 끝없는 힘을 경계하기 시작했지만 레볼트 등에게 과거의 실수를 이유로 본 카드를 빼앗겨 한때 경질된다. 슈트루츠를 구출하기 위해서 네포스에 귀환한 리베르트를 구속하기 위해서 향하지만, 플레이드의 협력으로 카드를 되찾고 있어 기획을 밝힌 레볼트와 대치. 단독으로 불의 마신을 소환해 한층 더 그 힘을 흡수, 레어메탈 와이번이 되었지만 호각이 된 정도로 코쿤이 대파해 상처를 입어도, 모스등에 구원을 받아 어딘가의 코티지에 숨어 있었다. 그러나 소키우스의 추격으로 패하면서 지구로 다시 내려와 다크 와이번의 마지막 힘으로 쇼고에게 레어메탈 본의 힘을 실어줬고(그 대가로 와이번의 본 카드는 소멸), 네포스로 돌아가 피닉스 탈환을 시도하는데도 힘을 얻은 레볼트에 넘어져 가사상태였다. 이후 프레이드와 아피스에게 구출됐다.
코믹컬라이즈에서는 호스의 반기에 기죽지 않고 치명상을 입히는 실력자. 지구의 본 파이터가 모두 아이언화한 사실에 경악한다.
바이즈 / 다크 이글
성우 - 치바 잇신
이글 본(매), 나무 속성의 다크 본. 필살기는 「페더 익스텐션」.
네포스의 쿠르드 직속 부하현실 공간에서도 코쿤내에서도 자유롭게 하늘을 날 수 있다. 크루드 경질후는 레볼트의 지휘하에 들어가, 레볼트의 명령으로 그리폰 본의 라이트 암을 착장해 드래곤들과 대결하지만, 레볼트가 그리폰 본을 거느리게 해 용무가 된 것으로 그리폰의 보디 파츠를 강제적으로 착장시켜 호크와 같이 폭주. 자신을 말리러 온 드로수스와 맞부딪쳐, 드래곤에 의해서 코어 본 크래시 되어 소식 불명이 되었지만, 최종 결선 후에는 네포스로 귀환한 사실이 판명되었다.
드로수스 / 다크 엘리게이터
성우 - 유키 히로
엘리게이터 본(앨리게이터), 물속성의 다크 본. 필살기는 머실리스 롤링.
네포스의 쿠르드 직속 부하크루드 경질 후는 레볼트의 지휘하에 들어가지만, 레볼트의 본성을 알고, 그리폰의 힘에 삼켜 폭주한 바이즈를 멈추러 향하지만, 바이즈와 맞부딪쳐 코어본 크래쉬 당하고 소식불명이 되었지만, 최종 결전 후에는 네포스로 귀환한 사실이 판명되었다.
모스 / 다크 베어
성우 - 타카츠카 마사야
베어 본(곰), 흙속성의 다크 본. 필살기는 '밴디트 클로'.
리베르트의 부하웃통을 벗은 파워파이터로 머리는 약하다. 흙 속성으로 코쿤 공간 외(이미지로서는 땅 속)로의 공격도 가능. 우연히도 사호의 도시락을 먹고 지구음식의 맛을 알게된다. 리베르트와 수반해 싸우면서도 땅의 마신과 강림시킨 타이론의 힘에 의해 구스투스와 함께 코어본 크래시 되어 지구 측에 회수되었을 것이지만 그레고리에 의해 수중에 돌아온다. 이후엔 구스투스와 함께 쿠르드들을 돌보며 동행했지만 피닉스 탈취를 시도해도 역부족이어서 프레이드의 구원을 받아 다시 지구로 전이된다.
구스투스 / 다크 그리즐리
성우 - 나라 토오루
그리즐리 본(그리즐리), 시간 속성의 다크 본. 필살기는 '패니시먼트 타임'.
리베르트의 부하모히칸두의 파워파이터로 머리는 약하다. 자기 이외의 시간 정지 능력을 가진 자 자신은 그 능력을 파악하지 못하고 있다. 우연히도 사호의 도시락을 먹고 지구음식의 맛을 알게된다. 리베르트와 수반해 싸우면서도, 땅의 마신과 강림시킨 타이론의 힘에 의해 모스째로 코어본 크래시 되어 지구 측에 회수되었을 것이지만, 그레고리에 의해서 수중에 돌아온다. 지구에 있는 동안은 아르바이트에 힘썼다. 이후 모스와 함께 쿠르드들을 돌보며 동행했지만 피닉스 탈취를 시도해도 역부족이어서 프레이드에게 구원을 받아 다시 지구로 전이된다.
프레이드 / 다크 배트
배트 본(박쥐), 공간 속성의 다크 본. 필살기는 나이트메어 스팅어.
네포스 혼자 공간이동 능력 갖기. 너무 과묵해. 레볼트를 따르는 것처럼 행동했지만, 실은 페르브랜드의 휘하. 피닉스 탈취에 양동으로서 참가하는 것도 역부족으로 모스등을 지구로 전이시켜, 페르브란도와 바리쉬를 구출해 생환하고 있었다.
슈트루츠 / 다크 피닉스
성우 - 다니 마사키
피닉스 본(피닉스), 시간 속성의 다크 본.
안경을 낀 네포스의 간부, 네포스 평의회의 일원이며 네포스 본의 요체. 소행성 클래스의 시간을 멈추게 하는 능력을 가진다.
리베르트의 아버지이자 쿠르드와는 오랜 친지 사이. 레볼트에 클루드와 마찬가지로 경질될 뻔해 승부를 겨루지만 소키우스의 개입으로 패배해 카드를 빼앗긴다. 이공간에 사로잡혀 있었지만 리베르트의 도움으로 현재는 쿠르드등과 행동을 함께 해, 지구에 내방한 후 네포스로 귀환하고 있다. 다시 피닉스 본을 탈환하려 해도 이미 피닉스 본은 레볼트에 포섭됐고 자신도 자신의 본을 착장한 레볼트에 의해 쓰러져 가사 상태가 돼 있었다. 이후 프레이드와 아피스에게 구출됐다. 레볼트에서 피닉스 카드를 회수하고 시간의 마신 본체를 소환해 별의 핵을 잃음으로써 붕괴 직전의 지구시간을 일시 정지시켰다.
그 역시 희귀 메탈 본으로 변화가 가능.
글래디스 / 다크 소드 피쉬
성우 - 호시노 타카노리 소드 피쉬본(돛새치), 바람 속성의 다크 본. 필살기는 '토네이도 열풍날'. 레볼트 휘하의 한 사람으로 청새치 무라마사라는 칼에서 청새치 일도류라는 이름의 검술을 꺼내 싸우는 네포스의 검사. 아이언 본도 실력은 하위권에 해당한다. 처음에는 쇼고들을 압도하지만, 전투를 거듭한 그들에게 밀리기 시작해 바이스와 드로수스를 데리고 싸우는 것도 드래곤과의 일대일 대결에 의해 코어본 크래시 된다.
레볼트 / 다크 켈베로스
성우 - 미도리카와 히카루
케르베로스 본(케르베로스), 뇌속성의 다크 본. 필살기는 뇌제의 심판(커스텀 그리포닉 레이지, 종언의 매듭 염룡권, 굉룡연아).
네포스 평의회의 일원이며 다른 별의 요충지인 그리폰 본을 회수하는 역할을 맡고 있었는데, 본을 회수하기 위해서라면 수단을 가리지 않고 본의 소유주 이외의 사람들까지도 자신의 즐거움을 위해 학살하는 등 비정한 면이 있다. 네포스 평의회에서 지구 침공 임무를 반강제로 맡았고, 슈트루츠를 쓰러뜨린 뒤 그의 부재를 이유로 임시 평의회 의장에 취임했으며, 심지어 민중에게도 불안을 부추기는 연설을 하는 등 교활하기도 하다.
실력도 매우 높고, 아이언 본이면서 레어메탈 본 상대에게 호각 이상의 싸움을 펼쳐, 더욱 그리폰본의 의사를 비틀어 엎어 그 파트를 부분적으로 착장하는 등 헤아릴 수 없는 힘을 가져, 마침내 피닉스 본까지도 착장할 수 있게 되었다. 그 목적은 종언을 고하며 네포스에게 진정한 자유를 찾는 것이라고 공언했다. 그러나 그것은 표면적인 이유이며, 진정한 목적은 종언의 매듭으로 우주를 소멸시키고, 시작의 마신을 배제하고 자신이 새로운 신이 되는 것이다. 켈베로스를 착장한 후 그리폰의 레그와 피닉스의 레프트 암을 착장해 드래곤을 꺾고 드래곤의 라이트 암을 착장해 종언의 매듭을 발동하지만 의사를 잃지 않았던 피닉스와 드래곤에게 거절당해 살아 돌아온 슈트루츠에 의해 피닉스 본을, 그레고리 형제의 필사적인 행동으로 드래곤 본에서 탈환당했고 마지막에는 샤크들의 원호를 받은 레어메탈 드래곤의 원호. 그 후, 일련의 소동의 주모자로서 투옥되었다.
데이터카드 다스 7탄에서는 레어메탈 본으로 각성한 버전이 등장한다.
케르베로스 본
케르베로스 본에 깃든 의사 같은 것. 별의 핵에 필적하는 힘을 지녔으면서도 그 힘을 두려워한 시작의 마신에 의해 핵으로 가는 길이 막힌 복수심에서 레볼트에게 종언의 매듭을 가르쳐준다.
세미리아 / 다크 호크성우 - 사쿠라이 토오루 호크 본(매), 토속성의 다크 본. 필살기는 '윙폴'(폭주모드 '가이아레이징'). 레볼트 휘하의 한 사람그리폰의 라이트 암을 받고 드래곤 회수에 나서지만, 힘을 받아 폭주. 신형 코쿤에서 드래곤과 전투를 벌이는 모코어본 크래시 한다. 레볼트로서는 실험대에 불과했다.울라 / 다크 어울성우 - 키지마 류이치 어울 본(올빼미), 시간 속성의 다크 본. 필살기는 메테오 임팩트. 소키우스 휘하의 한 사람으로 무아이타이와 같은 체술을 쓴다. 소키우스와 함께 지구를 습격하지만 희귀 메탈 본화한 드래곤에 의해 코어 본 크래시 된다.소키우스 / 다크 우로보로스성우 - 카와다 신지 우로보로스 본(우로보로스), 공간 속성의 다크 본. 필살기는 사우전드 바이퍼. 네포스 평의회의 일원이지만, 레볼트에 편들어 있어, 암약한다. 몇 광년 전부터도 직접 개입하는 부분적인 공간 이동 능력을 가져, 공간 능력을 카드와 같은 것으로 취급할 수 있다. 레볼트에 충성하다가 그가 일으키려는 종언의 매듭을 알고 반발하다가 레볼트의 공격을 받고 사라졌다.벤토자 / 다크 크라켄성우 - 치바 스스무 크라켄 본(크라켄), 물속성의 다크 본. 필살기는 [미싱 스퀴지](폭주모드 [하이드롤레이징]). 레볼트 휘하의 한 사람팔을 오징어처럼 자유자재로 뻗어 공간을 바다처럼 움직일 수 있는 것 외에 사라질 수도 있다. 다시 네포스에 온 쇼고달을 추적하다 틈을 타 덤벼들지만 라이노에게 외줄 낚여 드래곤, 샤크, 재규어, 레오의 날아차기를 맞고 코아본 크래시당한다.
콜우스 / 다크 클로우성우 - 아라이 소타 크로우 본(까마귀), 공간 속성의 다크 본. 필살기는 '버니싱 디멘션'. 레볼트 휘하의 한 사람으로 에퀘스의 어둠의 닌자. 암네포스류 본 닌법으로 불리는 둔갑술의 사용자로, 공간 이동 능력을 구사한 다양한 기술의 소유자이기도 하다. 라케르트의 호위겸 감시로서 지구에 내방하는 레어메탈 라이노에게 자신의 기술을 퇴짜맞아 코어 본 크래시 당한다.펠 브랜드 / 다크 레비아탄 선성우 - 미나가와 준코 레비아탄 본(레비아탄), 물속성의 다크 본. 평의회의 한 사람으로 유일한 여성. 패도모양의 무기를 반복하여 부속부분을 제3의 손으로 대신하는 것이 가능. 레볼트의 행동을 불신하게 되었고 나중에 클루드와 재회하면서 레볼트의 번의를 알게 되어 버리시, 플레이드와 함께 클루드들에게 협력하기에도 역부족이어서 이공간을 헤매게 되었지만 플레이드에 의해 구출되고 레볼트에 사로잡힌 쇼고와 리벨트를 놓치기 위해 레볼트에 맞서지만 일축당하고 말았다.바리시 / 다크 베헤모스성우 - 쿠스노키 히로노리 베헤모스 본(베헤모스), 땅속성의 다크 본. 평의회의 한 사람으로 쿠르드와 슈트루츠를 존경하고 있다. 강인하게 모든 것을 파괴하는 주의 레볼트의 행동을 불신하고 레볼트의 번의가 드러났을 때 쿠르드들에게 협력했으나 미치지 못해 펠브란트와 함께 이공간을 헤매게 되었지만 플레이드에 의해 구출되고 레볼트에 사로잡힌 쇼고와 리벨트를 놓치기 위해 레볼트에 맞서지만 일축당하고 말았다.셀펜스 / 다크 스네이크성우 - 우에다 요지 스네이크 본(뱀), 나무 속성의 다크 본. 필살기는 [바이토클리퍼]. 소키우스 휘하 중 한 명으로 지구에 잠입시킨 네포스 첩보원. 잠복을 잘하지만 들여다보는 취미로 싫어한다. 혼자 연극을 하는 익살도.라케르트 / 다크 바실리스크성우 - 니시무라 다유 바실리스크 본(바실리스크), 나무 속성의 다크 본. 필살기는 '이빌아이'. 평의회의 한 사람으로 오렌지와 그린의 머리가 특징. 레볼트가 유리하다고 보고 그를 편들다. 평의회 차원에서도 손에 잡히는 실력을 가진다. 환요술로 만들어낸 부활 본 파이터 군단을 사용해 쇼고달을 동침시켜 드래곤 본의 회수를 힐난하기 직전, 레어메탈 라이노의 출현과 능력전에 철퇴한다. 네포스에서의 전투에서 레어메탈 라이노에게 환요술을 물리치고 레어메탈 레오의 필살기를 받아 코어 본 크러쉬된다.카바리오 / 다크 유니콘성우 - 토치카 코이치 유니콘 본(유니콘), 바람속성의 다크 본. 필살기는 '라이징 템페스트'. 평의회의 한 사람으로 라케르트와 함께 레볼트를 지지한다. 스스로 자칭하는 무인으로, 아이언 본에 각성한 본 파이터 5명을 상대에서도 손에 넣는 실력자. 네포스에서의 전투에서 레어메탈 샤크와 레어메탈 재규어의 필살기에 의해 코어 본 크래시 된다.그레고리 / 울프 그레고리성우 - 히라타 히로아키 울프 본(늑대)의 적합자, 바람의 본 파이터. 필살기는 하울 오브 섀도. 터번을 두른 빅토르 형지구에 절망해, 네포스에의 간단한 선물로서 드래곤 본을 노린다. 형제는 중앙아시아 분쟁지역 출신으로 4년 전 동료의 배신으로 몸에 몇 발의 총알을 맞고 빈사의 중상을 입고 발굴팀의 한 사람인 도오를 만난다. 그 때에 옛 동료에게 습격을 당하는 모다크 스콜피온의 습격으로 네포스의 존재를 알게 되어 그들의 기초로 내려간다. 1년 전 미국 텍사스에서 동미를 만나 목숨을 건진 2개의 대가로 몰래 네포스의 정보를 건네주었다. 그러나, 자신들 형제가 아이언 본에 각성하면서 히가시오의 임대도 없어졌다고 판단해, 레어메탈 본의 정보를 간단한 선물로 레볼트 측에 닿기로 결정해 멜버른 연구소를 괴멸시킨다. 과거 일로 믿었던 동료에게 배신당하는 것을 싫어하고, 동료 소키우스를 지운 레볼트에게도 반역한다.빅토르 / 타이거 빅토르성우 - 이시다 아키라 타이거본(호랑이)의 적합자 번개의 본 파이터. 필살기는 '가우징크로'. 오른쪽 눈에 안대를 한 그레고리의 동생. 시작의 마신을 알고 있다. 오른쪽 눈의 상처는 4년 전 동료의 배신을 당할 때 입은 것.

### 기타 본파이터
다크 그리폰
성우 - 코니시 카츠유키
한 별의 주요 본이었던 안경을 쓴 빨간 머리의 본 파이터. 다크 켈베로스에게 패배하여 본을 빼앗겼을 뿐만 아니라 별에 사는 모든 생명을 빼앗겼다.

### 게임판의 인물
다크 아크로만티스아크로만티스 본(사마귀), 바람속성의 다크 본. 필살기는 블레이드 오브 사이클론(폭주모드 스톰레이징). 데이터 카드 다스 1탄부터 등장.다크 호네트호넷 본(말벌), 시간속성의 다크 본. 필살기는 팬텀니들(폭주모드 서든레이징). 데이터 카드 다스 1탄부터 등장. 양팔이 벌의 복부로 되어 있다.다크 타란출라타란출라 본(타란출라), 공간 속성의 다크 본. 필살기는 '데드리체이스'. 데이터 카드 다스 1탄부터 등장.
다크 스태그 비틀스태그 비틀 본(사슴벌레), 공간 속성의 다크본. 필살기는 '크로스 바이스'. 데이터 카드 다스 1탄부터 등장. 데이터 카드 더스 6탄에서는 아이언 본으로 각성한 버전이 등장한다.다크 타이거타이거 본(호랑이), 천둥속성의 다크 본. 필살기는 '라이트닝 섀도우'. 데이터 카드 다스 2탄부터 등장.다크 울프울프 본(늑대), 바람속성 다크 본. 필살기는 하울 프롬 비욘드. 데이터 카드 다스 2탄부터 등장.다크 레이븐레이븐 본(레이븐), 나무 속성의 다크 본. 필살기는 소닉 스카우트. 데이터 카드 다스 3탄부터 등장.로버트 본 / 야마모토 본, 아키야마 본, 바바 본기간 한정 콜라보 미션에 등장. 스페셜 서포터가 된 로버트(아키야마 류지, 야마모토 히로시, 바바 히로유키)가 등장한다. 물 속성의 야마모토 필살기는 야마모토 빔, 불 속성의 아키야마본 필살기는 아키야마빔, 나무 속성의 바바본 필살기는 바바빔. 기간 한정으로 데이터 카드더스 4탄 이후 등장 캐릭터가 아키야마본은 다크 베어, 야마모토본은 다크 울프, 바바본은 다크 호스로 변경된다.요시츠네 / 폭스 요시츠네성우 - 코바야시 치카히로 폭스 본(여우), 공간의 본 파이터. 필살기는 천호 제일. 3DS판 '시간과 공간의 마신', 데이터 카드더스에서는 5편부터 등장.오스카 / 팔콘 오스카목소리 - 카와다 신지 팔콘 본(팔콘), 시간의 본 파이터. 필살기는 모먼트 세레나데. 3DS판 '시간과 공간의 마신', 데이터 카드더스에서는 5편부터 등장.다크 화이트 라이온화이트 라이온 본(화이트 라이온), 시간 속성의 다크 본. 필살기는 '반지의 제왕'. 식완 카드 젤리 2, 식완 피겨 본파이터 컬렉션에 레어로 등장.다크 독도그 본(개), 불속성의 다크 본. 필살기는 [브레이징 로어](폭주모드 [플레어레이징]). 3DS판 「시간과 공간의 마신」, 식완 카드 젤리 3, 데이터 카드 다스에서는 6탄부터 등장.

## 용어

### 본 관련
본
마신에 의해 창조된 생명체 중 선택된 자가 착장하는 전사의 갑옷. 그 자는 적합자로 불리며 본이 저장된 카드를 본 카드라고 부른다. 카드는 통상 1종 1매이지만 착장시에는 4개의 본 파트(바디, 라이트 암, 레프트 암, 레그의 4종)로 분리, 전투시에 적합자가 「착장!」이라고 외친 후, 파트를 개별적으로 세트 한다(게임에서는 플레이어가 여러 가지 본 파트를 자유자재로 짜넣을 수 있다). 본 자체에 전투용의 특수한 광선이나 투기 공격은 없고, 기본적으로는 도수공권의 격투로 싸운다. 의사가 깃들어 적합자를 거부하기도 한다.
일부 부품을 파괴(본 크래시)되어도 본은 카드로 돌아와, 자기 수복에 의해서 재생 가능. 그러나 재생 속도는 지효성으로, 현재의 지구의 과학이나 적합자와의 친화성을 고려해도 다시 착장할 수 있기까지에는 최저 1년은 걸린다고 한다.
본은 내·외적 요인에 의해 몇 단계로 파워 업 하지만, 초조나 증오등의 감정에 의해 적합자의 의사를 무시해 폭주할 위험도 있다. 요점의 본의 일부를 장착해도 똑같이 마신다.
상당한 중량이 있어 지구측의 본 적합자(본 파이터)는 후술하는 「리버레이션 코쿤」내가 아니면 자유자재로 활동할 수 없지만, 네포스측의 본 적합자(다크본)는 친화성이 높고, 현실 세계에서도 착장하면서 보통으로 활동하고 전투를 실시할 수 있다.

네포스의 전승에 따르면 본은 별들을 지켜보는 존재이며 생명이 머무는 별에는 본들 가운데 별을 지켜보는 역할을 하는 요의 본이 반드시 한 체 존재한다. 드래곤 본은 지구의, 다크 피닉스는 네포스의 요체본이다. 요체인 본의 코어 본이 완전히 크래시(코어본크래시)되면 그 별의 생명체는 순식간에 멸망하고 만다.
화이트 본본의 통상 형태폭주 모드본파이터가 본의 의식을 빼앗긴 상태. 평소보다 훨씬 강한 힘을 발휘하지만 적합자를 위험에 빠뜨린다.아이언 본화이트 본의 강화형태. 화이트보다 월등히 전투능력이 향상됨. 각성 조건은 분명하게 정의되지 않았지만 본파이터가 생명의 위협을 받았을 때 본 안에 깃든 의식과 대화하고 무언가를 깨달음으로써 발동한다고도 한다. 후에 레너드의 연구에 의해 상대의 공격을 받아 들이거나 마신 강림(디센트)을 실시하는 것으로 마진 입자(후술)가 축적되어 일정량에 이르는 것으로, 파이터의 의사로 자유롭게 아이언이 되는 것이 판명되었다.레어메탈 본아이언 본마저도 웃도는 초강화 형태. 그 명칭 그대로 전설상의 존재라고 불리기도 했다. 크루드가 장착한 다크와이번은 여러 명의 파이터로 라인을 짜야 강림할 수 있는 불의 마신을 단독으로 소환, 아이언 상태에서는 고전하던 다크 켈베로스를 일축하는 압도적인 파워를 보였다. 다만 마신의 인정을 받지 못하면 변화시킬 수 없다. 레너드에 의해서 「마진 본」이라고도 이름 붙여졌다.
본 파이터
본에 뽑힌 적합자 본을 착장할 수 있는 자들. 본을 걸치는 사람은 모두 본 파이터지만 미디어 편의상의 문제로 지구측 파이터만을 협의적으로 본 파이터라고 할 때가 많다.
다크본 / 에퀘스
드래곤 본을 노리는 의문의 적 본 연구소에서는 지구 외 생명체가 아닐까 추측했었다.정체는 네포스 앙겔리스 측의 에퀘스(전사). 당초에는 얼굴을 모두 슬릿상의 가면으로 덮고 있었다(네포스 앙겔리스에 대해서는 후술). 그 호칭 및 각 다크 본의 명칭(다크○○)은 본 연구소측이 붙인 코드네임이다.
본쿠랏슈
파이터가 착장하고 있는 본 부품을 파괴하는 것. 대미지를 받음으로써 부품이 석화되어 본 카드도 석화 상태(파트의 일부의 경우는 카드도 그 일부분)가 된다.
코어본 크래시
게임에서는 모든 본 파츠가 완전하게 파괴되는 것(게임오버가 된다). 애니메이션에서는 후술하는 「코어본」이 파괴되는 것. 특히 후자는 본에게 있어서의 「죽음」이라고도 말할 수 있지만 통상의 적합자는 파이터의 자격을 잃을 뿐 생명에 영향은 미치지 않는다(애니메이션에서는 어느 별의 요점이었던 본 파이터가 우주 공간에서 다크 케르베로스에게 코어 본 크래시 되어 그 별의 전생명체와 함께 소멸하고 있다).
마진 입자 / 코어본
「마진 입자」는 레너드가 명명한 특수한 입자. 본 파이터가 처음으로 마신 강림(후술) 했을 때에 검출, 아이언 본의 발동에는 필요 불가결한 것으로 여겨진다. 그 후, 입자가 많이 포함되어 있는 부품을 「코어본」이라고 정의·호칭했다. 그 구조는 지구의 코어와 흡사하다.

### 마신 및 배틀 관련
마신
삼라만상을 관장하는 온 우주의 조물주. 3명의 본 파이터 배치에 의해 소환된다. 불, 바람, 물, 번개, 나무, 흙, 시간과 공간의 팔체. 육체의 표피면에 속성을 표현하는 문양이 그려져 있다. 그들 상위에 모든 것을 창조한 시작의 마신이 있다. 디센트로 소환된 마신은 이미지가 구현된 것이지만 레어메탈화 시에는 마신 그 자체가 소환된다. 불의 마신불의 속성의 본파이터를 메인으로 진형을 짜서 마신을 강림한다. 네 팔. 암가드는 리볼버이다. 쿠르드와 와이번의 소원을 받아 쇼고에게 레어 메탈의 힘을 주었다.물의 마신물의 속성인 본 파이터를 메인으로 진형을 짜는 일로 마신을 강림한다. 하반신이 독락 상태로 존재하지 않고 물에 매몰되어 있다. 루크의 모든 것이 유전되는 것처럼 변하는 것에 공감했고, 샤크에게 레어메탈의 힘을 실어줬다.천둥의 마신천둥 속성의 본 파이터를 메인으로 진형을 짜는 일로 마신을 강림한다. 등에 북과 같은 물체를 지닌다. 레오를 개입시켜 길버트의 부러지지 않는 강철의 정신을 인정해 레어메탈 본에의 힘을 준다.공간의 마신공간 속성의 본 파이터를 메인으로 진형을 짜면서 마신을 강림하신다. 신사적인 용모이지만 구체를 내포한 입방체 위에 책상다리를 하고 있다.땅의 마신땅속성의 본 파이터를 메인으로 진형을 짜면서 마신을 강림한다. 중량급의 갑옷투구를 걸치다. 라이노를 개입시켜 타이론의 박애 정신을 인정해 레어 메탈 본에의 힘을 빌리고 있다.나무의 마신나무 속성의 본 파이터를 메인으로 진형을 짜면서 마신을 강림한다. 8구의 마신 가운데 장신의 축에 든다. 재규어를 통해 안토니오에게 레어 메탈의 힘을 실어줄 때, 사람들을 미소짓는 안토니오를 재규어 본과 만나기 이전부터 인정했던 것 같다.바람의 마신바람속성 본 파이터를 메인으로 진형을 짜면서 마신을 강림한다. 등에 날개를 들다.시간의 마신시간의 속성의 본 파이터를 메인으로 진형을 짜면서 마신을 강림하신다. 익살과 같은 가면을 쓰다.시작의 마신성우 - 시바타 히데카츠 네포스 백성들이 숭배하는 존재로 8개의 마신의 상위에 위치한 온 우주와 별들의 세계를 창조한 '절대의 마신'. 당초 그 모습은 손가락 발톱만으로 지구를 감싸 안을 만큼 거대하고 전체상도 불분명했으나 육체가 우주 그 자체로 겉껍질로 뒤덮인 초거신이다. 그 구성은 에너지 덩어리로 신축자재로 크기를 변화시킬 수 있어 출현했을 때는 지상으로부터도 육안으로 볼 수 있다. 자신에 대한 외경을 망각한 지구를 리셋하기 위해 드래곤 본의 회수를 원하는 듯하지만, 너무나도 거대하고 강대하기 때문에 스스로는 본을 소멸시켜 버리기 때문에 잡지 못하고, 위압만 해도 코어본 크래쉬해 버리기 때문에, 네포스 백성들에게 명하여 손에 넣으려 한다. 드래곤 본과 쇼고의 대화 때 드래곤 본은 자신이 시작의 마신에게 회수되면 그때는 지구가 소멸할 것이라는 경고를 남겼다. 시종 말이 없음에도 불구하고 다른 마신과 대화가 가능하다. 지금까지 다른 별들도 멸망시켰으며 그 이유는 자신에 대한 경외심을 잊은 것뿐만 아니라 종언의 결속을 저지하기 위해서라고 생각되었다. 네포스 앙겔리스 측의 전승에 따르면 시작의 마신은 최초로 칠흑 같은 우주를 창조했고, 다음으로 8구의 마신을 만들어 냈으며, 별들과 본을 만들어냈다. 네포스 백성도 지구인도 시작의 마신에 의해 창조된 생명체인 것 같다.리베레이션 코쿤본 파이터들이 싸우기 위해서 이용하는 큐브상의 전투용 이공간. 루크가 가지는 「아뮬렛」이라고 불리는 소형 장치로 발동해, 성층권 부근에 전개, 다크 본과 본 파이터를 끌어들이는 음성 입자를 발생시켜 쌍방을 강제적으로 내부에 끌어들인다. 이것에 의해 만일의 사태가 발생해도 지상에는 영향이 적도록 하고 있지만, 전개·유지에는 시간 제한이 있다. 원래는 드래곤 본을 지키기 위해 고안 제작된 것으로 본은 초중량이며 지구측 기술로는 현실세계에서의 자유자재한 활동이 어렵다는 것을 알게 된 이후 다크 본과의 전투용 공간으로 사용되고 있으나 이는 개발로 판명된 부차적인 산물이다. 너무 큰 피해를 입으면 망가져 버려, 수리에 상응하는 시간이 걸린다. 수리 부품은 본 연구소·로스앤젤레스 지부가 수주를 맡고 있지만, NASA나 ISS 등 우주 공간에서 실시하지 않으면 갱신할 수 없다. 개발에는 쇼고의 어머니, 지혜가 종사하고 있다. 최신형 코쿤은 마름모꼴의 기하학적 배열로 되어 있으며 더욱 견고하고 경질적이다. 진정한 목적은 시작의 마신을 불러들이기 위한 그릇이었으며 상층부만이 알 수 있는 톱 시크릿이었다. 이것에 수반해 최종 형태의 존재도 시사되고 있다. 최종 형태인 코쿤은 네포스 앙겔리스에서 시작된 마신과의 대화 중 하나로 사용되던 신전에 그려진 무늬를 바탕으로 한 것이다.마신강림(마진디센트)각 본 파이터 3명의 속성이나 배열을 조합하는(라인을 짜는) 것으로, 마신을 리버레이션·코쿤에 출현시키는 행위(통상은"디센트"라고 생략되는 것이 많다). 출현한 마신은 호출한 파이터에게 압도적인 파워를 부여한다. 그러나 본 파이터는 마신으로부터 부여받은 모든 힘을 받아들이지 못하며, 힘의 허용 범위를 넘어서면 최악의 경우 즉시 코어본 크래시를 해버리는 양날의 검적인 전법이라 할 수 있다. 당초 지구측 본 파이터는 강림을 성공시키기도 어려웠고 설사 성공하더라도 본카드의 석화가 평소보다 광범위하고 장기간 착장 불능이 되는 경우가 많았다.종언의 매듭별의 핵인 본을 세 개 모은 라인. 시작의 마신과의 관계를 끊고 자유로워진다고 하며, 네포스에서는 오랜 옛날부터 금단의 가르침으로 여겨져 왔다. 금단의 가르침이라는 그 실체는 별의 핵인 본을 세 개 모아 특수한 라인을 만들어 행성직렬을 일으키는 것으로 우주 전체를 리셋하는 것이었다. 레볼트의 진정한 목적은 여기에 있었다. 그러나 실제로는 종언의 매듭이란 존재하지 않고, 종언의 매듭으로 우주를 자기 것으로 만들 수 있다고 믿게 하여 그것을 행동으로 옮기려는 자가 나타났을 경우에 시작의 마신이 우주째로 지우고 새롭게 다시 만든다고 하는 함정, 신이 거는 금단의 유혹이었다.

### 행성·인간·거점 등
본 연구소명칭대로 본에 관한 연구를 주로 랩. 본거지는 호주 멜버른의 바깥쪽 황야에 선( 짙은 본에 대한 방호 수단으로서 리베레이션·코쿤을 응용한 장벽 같은 것에서 보호되고 있다). 겉으로는 모 제약 회사 연구소로 되어 있지만 설립과 운영에 유엔도 관련되어 있는 것 같고 본에 관련된 사건에 대해서는 세계 모든 나라에서 정보 조작이 들어서는 등 국가의 틀을 넘은 지구 규모의 조직체이다. 이야기 개시보다 22년 전부터 지혜가 시작의 마신의 존재나 본과의 관계를 일찌감치 예견, 경종됐다가 당시는 비약된 이단일 뿐, 12년 전에 루크가 적합자로 판명될 때부터 사실을 인정할 수밖에 없어 본의 적합자를 세계에서 찾아내 파이터로서 훈련을 쌓고 다크 본보다 먼저 드래곤 본을 발견·보호하는 데 주력했다. 쇼고가 드래곤 본의 적합자로 판명된 후에도 본의 정비와 파이터의 지원 등을 하며 없어서는 안 될 조직을 갖고 있다. 멜버른 외에도 로스앤젤레스 외 세계 각지에 지부가 있는 본 파이터를 포함 관계자는 여권 없이 입국이 가능. 일본의 거점은 쇼고들이 사는 거리 근처에 있는 그 외관은 도에이 애니메이션 옛 대천 스튜디오를 닮고 있다.네포스·앙겔리스지구에서 몇광년 떨어진 우주에 존재하는 행성. 및 그 별에 사는 사람들. 애니메이션에서는 모두"네포스·앙겔리스"로 불리지만 본 절에서는 편의상 인간과 행성을 분리하여 기술한다. 각각은 TPO에 의해서"네포스"로 축약되거나"네포스의 백성"등으로 통칭되는 경우도 많다.네포스·앙겔리스(인간) 다크 본의 엑에스는 모두네 포스 앙겔리스인(울프와 타이거 본은 내 포스에 가담하다 지구의 파이터). 엑에스 속에서도 막강한 힘을 가진 상급 본 파이터들은 "네포스 평의회" 되는 조직을 만들었고, 행성의 지배자로서 실권을 쥐고 있다. 평의회에서는네 포스에서 오직 한 사람"시작의 악마"의 소리를 들어라. "요의 본"다크 피닉스(슈토루츠)이 리더적 존재가 되어 의회를 이끄는(어디까지나 리더이며"왕"적인 절대 권력을 갖고 있지 않다). 그들 위에는 "시작의 악마"의사가 모든 것에 우선하고 군림한다. 다크 피닉스는 "시작의 악마"에서 지구의 핵심인 드래곤 본 탈취의 목숨을 받아(애니메이션에서 다크 피닉스가 실제로"시작의 악마"와 대화하고 있는 장면은 아직 그려지지 않는)예하 엑에스들은 공간의 마신의 힘을 쓴 특수 능력("공간의 속성"을 사용하는 지구와 내 포스를 순간적으로 왕래, 진격하고 왔다(이 이동은 상응에 체력을 소모하므로 단시간의 왕래는 잘 안 하). 하지만 거듭되는 회수의 실패에 대한 크루드는 경질, 강경파의 레 볼트의 대행과 암약이 심해지면서 마침내는 평의회 멤버들의 항쟁으로 발전한다. 네포스 앙겔리스(행성) 네포스 앙겔리스들이 사는 별. 환경적으로는 지구와 아주 비슷하며 쇼고들이 네포스에 잠입했을 때 특별한 것은 아무것도 하지 않고도 보통 호흡이나 활동을 할 수 있었다(리베르트가 지구에 처음 왔을 때 지구의 공기의 더러움에 가벼운 분노를 느끼고 있기 때문에 상당히 청정한 공기로 채워져 있다). 또한 과학기술에 관해서는 지구보다 월등히 뛰어나 드래곤 등 환수가 자연에 생식하고, 리니어 모터를 사용한 하늘로 나는 자동차가 난무하는 미래적인 도시가 서로의 환경을 파괴하는 일 없이 공존하고 있다. 인근에 있는 다른 행성과도 교류가 있는 듯, 거리에는 고양이 미미나 새나 물고기 머리의 우주인이 보통으로 활보하고, 그레이 등은 행상교역으로 내방하고 있다. 단지 음식문화에 관해서는 지구의 요리의 다종 다양함으로부터는 거리가 멀고, 기본적인 식량이 지구에서 말하는 곳의 고전적인 우주식과 같은 밀봉 팩에 든 것 밖에 없다(맛도 대다수의 지구인에게는 맛있지 않다). 모스나 구스투스가 지구에 왔을 때에 하야오의 수제 도시락(오니기리등)을 먹었을 때, 너무나도 맛있어서 감동마저 기억하고 있다. 후에 리베르트도 지구에서 카레라이스를 먹어, (공복이었던 적도 있지만) 그 맛에 무심코 완식해 버렸다. 또, 코미컬라이즈판에 의하면 물가는 지구의 100분의 1 밖에 되지 않는다.

## 게임

### 데이터 카드 다스
2014년 4월부터 가동된 데이터 카드 다스 시리즈. 케이스는 플랫 패널 탑재 타입. 케이스간 통신으로 2명 대전 및 네트워크 매칭 대전이 가능.

### 노는 법
- 100엔을 투입, IC카드를 세팅해, 「혼자 논다」 「랭커 배틀(통신 가능만)」 「둘이 대전(케이스간 통신만)」 「카드를 산다」를 선택. 복수매 투입으로 보너스가 붙는다.
- 마이 파이터를 포함한 최대 5매까지의 카드를 플랫 패널상에 둔다.
- 일단 모든 카드를 패널 하부로 이동하고 마이 파이터의 각 부에 카드를 놓는 것으로 착장하여 장비·필살기를 결정한다. 마이 파이터 속성도 선택 가능.
- 배틀의 흐름은 포메이션 페이즈 배틀 파워 비교 비트 어택 공격 순으로 진행된다. 1라운드 2회 배틀 최대 5라운드까지 진행된다.

- 포메이션 페이즈로 매스 눈에 카드를 나란히 라인을 만든다.
- 배틀 파워가 높은 쪽이 공격. 공격은 비트 어택으로, 끝에서 흘러 오는 마커를 타이밍에 맞추어 밀어.
- 공격을 받으면 본 부품이 파괴되는 본 충돌이 발생하는 일이 있고, 코어 본까지 파괴되면 행동 불능이 된다.

#### 마이베이스
- 공식 사이트 및 점내 설치 반다이 데이터 스폿에서 조작 가능. 마이 파이터나 사용 카드, 랭커 순위, 랭킹, 헤드 파트, 칭호를 확인할 수 있는 것 외에 메일 박스보다 경험치 티켓을 받거나 랭커 배틀의 대전 상대에게 굿 작업을 보낼 수도 있다.

내 파이터
성우 - 카네모토 료스케
- 플레이어용 오리지널 캐릭터. 카드 뒷면의 본 부품에서 장비를 선택하고 마이파이터 카드로 조작한다. 장비는 바디, 라이트 암, 레프트 암, 레그의 4종류가 있으며 각각 장비하는 부위에 따라 카드에 적혀 있는 효과를 부여 할 수 있다. 또한 마이파이터의 속성은 플레이별로 선택이 가능하다.

##### 레벨업
- 플레이 후에는 「속성 레벨」 「본해석 레벨」 「마이 파이터 레벨」로 각각 경험치가 주어져 레벨업한다.

속성 레벨
- 본 크래시로 입수한 게임 내 본 카드를 속성 경험치로 변환. 레벨 업하는 것으로, 속성의 어느 쪽인가를 올릴 수 있어, 각각의 속성의 마신의 거대화, 헤드 파트 획득이 가능.
- 속성 레벨이 MAX(1탄에서는 레벨 6, 2탄에서는 레벨 10)이 되면 「엘리먼트 코어」를 획득. 모든 속성이 MAX가 되면 경험치 MAX가 될 때마다 획득한다.

본 분석 레벨
- 사용한 파이터의 해석 레벨이 상승(같은 캐릭터의 카드를 복수 사용해도 1인분만). 각 캐릭터의 해석 레벨이 상승하는 것으로, 스테이터스 업이나 각성 효과의 발동이 가능.

내 파이터 레벨
- 내 파이터 자신의 경험치. 레벨업으로 마이파이터의 HP, AT, DF가 상승한다. 마이베이스를 등록하고 있으면, 경험치 업 티켓분도 가산된다.

#### 파이터 카드
- 앞면은 파이터카드, 뒷면은 본카드로 불린다. 본 파츠는 뒷면에 그려진 파츠가 가장 큰 효과를 얻지만 다른 부위에 착장할 수도 있다.

파이터 어빌리티
- 쓰여 있는 조건에 따라 특수효과가 발동한다. 조건을 만족하면 자동으로 발동해, 복수의 파이터 어빌리티가 발동 가능.

마진 어빌리티
- 쓰여 있는 조건에 따라 마신 강림 효과를 발한다. 속성 에너지가 쓰여진 비용이 되면 발동 가능하게 된다.

엑스트라 어빌리티
- 2탄부터 등장의 폭주 모드. 발동시에 카드를 문질러서 4단계로 각성한다.

본 부품 각성
- 쓰여진 조건에서 내 파이터가 효과를 얻는다.

본 부품 효과
- 본 부품 착용시 부여하는 효과.

#### 포메이션 페이즈
- 케이스 상에 그려진 속성마다 라인에 카드 3장을 두는 것으로, 필살기 발동이나 마신 강림을 실시할 수 있다. 카드 5장의 조합으로 최대 2개의 라인을 조합할 수 있다.
- 파이터의 속성과 라인의 속성이 일치하고 있는 경우는 필살기 발동.

파이터 파워 & 배틀 파워
- 각 파이터는 파이터 파워를 갖고 있으며 라인의 3명 합계가 배틀 파워가 된다.
- 파이터파워는 게임 시작 때 2로, 라운드 시작 때 1씩 상승한다. 다만 라인과 카드의 속성이 일치할 경우 파이터파워는 0이 된다.
- 파이터 파워[1]는 배틀 파워 1000으로 환산. 속성 일치로 배틀 파워가 2배가 된다. 퀵 보너스도 가산해 합계 배틀 파워가 높은 쪽이 공격이 된다.

#### 비트 어택
- 가장자리에서 흘러오는 복수의 마커를 타이밍을 맞추어 누르면 게이지가 상승하고 게이지가 높을 경우 공격 성공, 낮으면 가드되어 카운터어택을 받는 경우도 있다. 속성 일치일 경우 필살기가 발동한다.

본 쿠랏슈
- 공격을 받음으로써 각 본 파트가 파괴되고 파괴된 파트의 능력이 저하된다. 또 코어 부품을 파괴당하면 행동 불능이 되어 버린다.

- 네트워크 매칭이 켜져 있을 경우에만 가능하고 통신 기능으로 다른 플레이어 데이터와의 대전을 할 수 있다.
- 대전은 통상의 배틀과 같으며, 승리함으로써 배틀 포인트를 획득하고, 배틀 랭크가 상승함으로써 배틀 랭크의 칭호가 올라간다.

### 릴리스
- 2014년 3월 21일 로케이션 테스트
- 2014년 4월 24일 1탄 가동 개시.
- 2014년 6월 19일 2탄 '비스트편' 가동 개시. 드래곤 본겟 캠페인제2탄 가동 기념 스타트 대시 캠페인.
- 2014년 9월 11일 3탄 '아이언 본 편' 가동 개시. 성우 사인박지 카드 포함.
- 2014년 11월 13일 4탄 <네포스 앙겔리스편> 가동 개시. 성우 사인박지 카드 포함.
- 2015년 1월 15일 5탄 '레어메탈 본 편' 가동 개시. 성우 사인 박압 카드 포함.
- 2015년 3월 19일 6탄 <보스크로니클편> 가동 개시. 성우 사인박지 카드 포함.
- 2015년 5월 21일 7탄 '메모리얼편' 가동 개시.
- 2015년 8월 31일 서비스 종료.

### 캠페인
- 2014년 3월 14일 - 4월 2일 (1탄) / 4월 3일 - 5월 11일 (제2탄) 마이베이스 등록 캠페인

기간중에 마이 베이스에 등록으로 트라이얼 IC카드, 마이파이터 카드, 카드 케이스, 프로모 카드 3매, 마진 신문 제 1호를 송부. 2탄은 카드케이스, 프로모카드 3장, 마진신문 1호
- 2014년 4월 24일 (제1탄) / 4월 26일 (제2탄) 갑자기 최강 세트 받을 수 있는 캠페인
- 2014년 5월 3일 - 6월 15일 - 제1회 챌린지 배틀 개최
- 2014년 5월 20일 - 6월 1일 도전 미션 호랑강습편
- 2014년 5월 24일 - 6월 15일 제1회 토너먼트 대회 개최
- 2014년 6월 4일 - 15일 챌린지 미션 다크시커 내습편
- 2014년 6월 19일 - 27일 경험치 업 보너스 1.5배 전달 (다크시커 내습편)
- 2014년 6월 19일 - 29일 울프 그레고리 교체 시작(1회 토너먼트)
- 2014년 6월 19일 - 7월 6일 챌린지 미션 폭주 파이터 편
- 2014년 6월 21일 - 9월 7일 제2회 토너먼트 대회 개최 / 제2회 챌린지 배틀 개최
- 2014년 7월 15일 - 8월 3일 챌린지 미션 천둥사자의 각성편
- 2014년 7월 19일 - 8월 6일 로버트 콜라보 미션
- 2014년 7월 19일 - 아키야마본 매장 배포 캠페인
- 2014년 8월 4일 - 31일 경험치 1.5배 보너스 캠페인
- 2014년 9월 11일 - '데이터카드 다스 마진 본' '드래곤볼 히어로즈' 카드 세트 매장 배포 캠페인
- 2014년 9월 11일 - 30일 경험치 2배 보너스 캠페인
- 2014년 9월 13일 - 11월 9일 제3회 토너먼트 대회 개최 / 제3회 챌린지 배틀 개최
- 2014년 9월 18일 - 로버트 소격 카드 배포 캠페인
- 2014년 9월 30일 - 10월 19일 도전 미션 강철호랑 역습편
- 2014년 10월 24일 - 11월 9일 챌린지 미션 강철 쌍용편
- 2014년 11월 1일 - 16일 경험치 2배 보너스 캠페인
- 2014년 11월 13일 - 레어메탈 본 매장 배포 캠페인
- 2014년 11월 15일 - 2015년 1월 11일 제4회 토너먼트 대회 개최 / 제4회 챌린지 배틀 개최
- 2014년 11월 22일 - 12월 28일 챌린지 미션 시간과 공간의 마신편
- 2014년 12월 23일 - 2015년 1월 14일 도전 미션 황금곤충편
- 2014년 12월 27일 - 2015년 1월 4일 경험치 2배 보너스 캠페인
- 2015년 1월 15일 - 18일 경험치 3배 보너스 캠페인
- 2015년 1월 17일 - 3월 15일 제5회 토너먼트 대회 개최
- 2015년 1월 24일 - 2월 22일 챌린지 미션 레어 메탈 본 집결편
- 2015년 2월 9일 - 14일 경험치 2배 보너스 캠페인
- 2015년 2월 28일 - 3월 18일 챌린지 미션 지옥의 파수꾼 내습편
- 2015년 3월 9일 - 14일 경험치 2배 보너스 캠페인
- 2015년 3월 21일 - 5월 10일 제6회 토너먼트 대회 개최
- 2015년 3월 21일 - 4월 12일 챌린지 미션 역습의 다크본 편
- 2015년 4월 25일 - 5월 10일 챌린지 미션 의문의 전사편
- 2015년 5월 30일 - 6월 28일 챌린지 미션 금색 뇌제 내습편

### 비고
- 2탄으로 일부 카드에 앞면과 뒷면으로 표기가 다른 카드가 있으며, 모두 뒷면(본카드)이 올바른 표기. 교환을 받고 있으며, 2014년 7월 중순부터 발송되었다.
- 2탄의 조정으로부터, 헤드 부품·가르다의 마진 어빌리티 발동 효과 및 대미지를 내리고 있다.
- 일부 점포에서 「천둥사자의 각성편」 「로버트 콜라보 미션」 「경험치 1.5배 보너스」가 정상적으로 전달되지 않은 미스가 있어, 복구되고 있다.

### 닌텐도 3DS 소프트
'마진 본 시간과 공간의 마신'2014년 10월 7일에 발매되었다. 주인공은 '류진 쇼고 / 드래곤 쇼고'

## 텔레비전 애니메이션
2014년 4월부터 2015년 3월까지 TV 도쿄 계열에서 방송되었다. 제9화부터 예고내에서 본 파이터의 소개 코너가 설치되었다.
캐치 카피는 「이 세상에는 「승」과「패」밖에 없는 것인가-사람은 마신(신)을 넘을 수 있는 것인가-」.

### 스탭
- 원안 - BANDAI, 후지와라 시게키[4]
- 원작 - 도에이 애니메이션
- 연재 - 슈에이샤 '최강 점프'
- 시리즈 디렉터 - 우다 고노스케
- 시리즈 구성 - 하바라 다이스케 (1화-6화), 무라야마 이사오
- 캐릭터 원안 - 무라타 유스케
- CG 캐릭터 원안 - 이시카와 히데키
- 캐릭터 디자인 · 총작화 감독 - 오니시 료
- CG 캐릭터 디자인 - 요네자와 신이치
- 음악 - 마에다 카츠키, 와카바야시 타카츠구
- 제작 담당 - 오마치 요시노리
- CG 프로듀서 - 요코오 유지
- CG 이사 - 나카자와 다이키
- 미술 설정 - 사토 마사히로
- 미술 감독 - 와타나베 요시토
- 컬러 디자인 - 다케자와 사토시
- 편집 - 니시무라 히데이치
- 프로듀서 - 다카바야시 요스케(TV 도쿄), 후루카와 마코토(1화~22화) → 오카다 타이쇼(23화~), 와시오 타카시
- 애니메이션 제작 - 도에이 애니메이션, 갸롯푸
- 제작 - TV 도쿄, 덴츠, 도에이 애니메이션

### 주제가
오프닝 테마
'Legend Is Born' (1화~30화)
작사 - 후지바야시 세이코 / 작곡·편곡 - 다르비슈 P / 노래 - 카토 카즈키 (팀 엔터테인먼트)

'센세이션 시그널' (31화~52화)
작사 - 구루타민, 유유 / 작편곡 - 유유 / 노래 - 구루타밍 (EXIT TUNES)

엔딩 테마
'OKAN GOMEN' (1화~13화)작사·작곡 - 노다 요지로 / 편곡·노래 - 미소시루's (유니버설 뮤직/EMI RECORDS)
「Blue Destiny」(14화~40화)
작사 - 하나이 / 작곡·편곡 - 미야가와 마로 / 노래 - 안녕하세요＼(^o^) / 키라린보 ☆ 해리!!! (Virgin Music)
제21화부터 명의 변경, 제20화까지는 「타케노☆코유키」명의. 31화에서 애니메이션 (오른쪽으로 스크롤에서 왼쪽으로 스크롤) 변경.
'립미' (41화~52화)작사 - 풀이 / 작곡 - 타케우치 료타로 / 편곡 - 타케우치 료타로, 쿠스노 코타로 / 노래 - LUI FRONTiC 아카바네 JAPAN

### 각 이야기 목록
| 화수   | 부제                      | 각본            | (그림 콘티) 연출                  | 작화감독          | CG액션파트      | CG액션파트        | 소개파이터                    | 방송일         |
| 화수   | 부제                      | 각본            | (그림 콘티) 연출                  | 작화감독          | 콘티            | 연출              | 소개파이터                    | 방송일         |
| ------ | ------------------------- | --------------- | --------------------------------- | ----------------- | --------------- | ----------------- | ----------------------------- | -------------- |
| 제1화  | 어둠 속에서 찾아온 방문자 | 하바라 다이스케 | 우다 고노스케                     | 오오니시 료       |                 | 나카자와 다이키   | -                             | 2014년 4월 1일 |
| 제2화  | 선발되어 전사             | 하바라 다이스케 | (우다 고노스케) 고토오 야스노리   | 이이가이 카즈유키 |                 | 타카하시 토모히코 | -                             | 4월 8일        |
| 제3화  | 본의 거절                 | 하바라 다이스케 | 나카지 마유타                     | 카노 아키라       | 나카노★히카루   | 마키노 카이       | -                             | 4월 15일       |
| 제4화  | 전사의 각오               | 하바라 다이스케 | 시바타 히로키                     | 스즈키 신이치     | 나카노★히카루   | 이시이 노리히토   | -                             | 4월 22일       |
| 제5화  | 마신강림(디센트)          | 하바라 다이스케 | 카도 히로유키                     | 타케모리 유카     | 나카노★히카루   | 나카자와 다이키   | -                             | 4월 29일       |
| 제6화  | 자신을 믿고               | 하바라 다이스케 | 타나카 유우타                     | 키요야마 시게타카 | 나카노★히카루   | 마키노 카이       | -                             | 5월 6일        |
| 제7화  | 본 연구소                 | 무라야마 이사오 | 나카지 마유타                     | 카니레기 테츠로   | 나카노★히카루   | 모토오카 히로키   | -                             | 5월 13일       |
| 제8화  | 침입자                    | 무라야마 이사오 | 마에지마 켄이치                   | 스즈키 신이치     | 나카노★히카루   | 노자와 사토시     | -                             | 5월 20일       |
| 제9화  | 격렬한 공명               | 무라야마 이사오 | 타나카 토모야                     | 야마자키 노부요시 | 나카노★히카루   | 이시이 노리히토   | 드래곤 본                     | 5월 27일       |
| 제10화 | 지키고 싶은 일상          | 무라야마 이사오 | 스미도 히로유키                   | 이이가이 카즈유키 | 나카노★히카루   | 타카하시 토모히코 | 다크 호스                     | 6월 3일        |
| 제11화 | 시작의 마신               | 무라야마 이사오 | 에노모토 모리                     | 오가와 이치로     | 나카노★히카루   | 나카자와 다이키   | 다크 팬서                     | 6월 10일       |
| 제12화 | 드래곤의 폭주             | 야마시타 켄이치 | (우다 고노스케) 고토오 야스노리   | 키요야마 시게타카 |                 | 노자와 사토시     | 드래곤 본 -폭주 모드-         | 6월 17일       |
| 제13화 | 진짜 강도                 | 무라야마 이사오 | 마에지마 켄이치                   | 스즈키 신이치     | 나카노★히카루   | 마키노 카이       | 샤크 본                       | 6월 24일       |
| 제14화 | 샤크의 폭주               | 타구치 토모코   | 나카지 마유타                     | 카니레기 테츠로   | 나카노★히카루   | 이시이 노리히토   | 다크 베어                     | 7월 1일        |
| 제15화 | 흔들리는 운명(사다메)     | 타구치 토모코   | 타나카 유우타                     | 타케모리 유카     | 나카노★히카루   | 타케나카 유우키   | 다크 이글                     | 7월 8일        |
| 제16화 | 강철 정신                 | 야마시타 켄이치 | 스미도 히로유키                   | 카가와 히사시     | 나카노★히카루   | 타카하시 토모히코 | 레오 본                       | 7월 15일       |
| 제17화 | 상냥한 형                 | 무라야마 이사오 | 타나카 유우타                     | 야마자키 노부요시 | 나카노★히카루   | 마키노 카이       | 라이노 본                     | 7월 22일       |
| 제18화 | 도둑 고양이와 도둑개      | 야마시타 켄이치 | (마에지마 겐이치) 미에모토 야스미 | 스즈키 신이치     | 나카노★히카루   | 노자와 사토시     | 재규어 본                     | 7월 29일       |
| 제19화 | 아이언 본                 | 야마시타 켄이치 | 에노모토 모리                     | 오가와 이치로     | 나카노★히카루   | 이시이 노리히토   | 레오 본 -아이언 본-           | 8월 5일        |
| 제20화 | 배신자의 그림자           | 무라야마 이사오 | 나카지 마유타                     | 나카죠 쿠미       | 미야하라나오키  | 타카하시 토모히코 | 다크 엘리게이터               | 8월 12일       |
| 제21화 | 세 개의 아이언            | 무라야마 이사오 | (마에지마 겐이치) 미에모토 야스미 | 스즈키 신이치     | 나카노★히카루   | 마키노 카이       | 샤크 본 -아이언 본-           | 8월 19일       |
| 제22화 | 드래곤의 각성             | 무라야마 이사오 | 스미도 히로유키                   | 타케모리 유카     | 나카노★히카루   | 타케나카 유우키   | 드래곤 본 -아이언 본-         | 8월 26일       |
| 제23화 | 가족의 초상               | 타구치 토모코   | (마에지마 겐이치) 미에모토 야스미 | 카가와 히사시     | 나카노★히카루   | 노자와 사토시     | 다크 소드피시 -아이언 본-     | 9월 2일        |
| 제24화 | 멈추지 않는 충동          | 야마시타 켄이치 | 후지타 켄타로                     | 키요야마 시게타카 | 미야하라나오키  | 타카하시 토모히코 | 다크 그리즐리                 | 9월 9일        |
| 제25화 | 케르베로스                | 무라야마 이사오 | 타나카 유우타                     | 야마자키 노부요시 | 나카노★히카루   | 이시이 노리히토   | 다크 와이번 -아이언 본-       | 9월 16일       |
| 제26화 | 형제의 과거               | 무라야마 이사오 | (타나카 유우타) 고토오 야스노리   | 카니레기 테츠로   | 나카노★히카루   | 타케나카 유우키   | 라이노 본 -아이언 본-         | 9월 23일       |
| 제27화 | 움직이기 시작한 야망      | 무라야마 이사오 | 에노모토 모리                     | 오가와 이치로     | 나카노★히카루   | 노자와 사토시     | 울프 본 -아이언 본-           | 9월 30일       |
| 제28화 | 쿠데타                    | 야마시타 켄이치 | 스미도 히로유키                   | 이이가이 카즈유키 | 나카노★히카루   | 마키노 카이       | 타이거 본 -아이언 본-         | 10월 7일       |
| 제29화 | 내포수혜!                 | 타구치 토모코   | (우다 고노스케) 우치야마 마나     | 오오니시 료       | 나카노★히카루   | 타카하시 토모히코 | 다크 크라켄 -아이언 본-       | 10월 14일      |
| 제30화 | 와이번 VS 케르베로스      | 무라야마 이사오 | 마에지마 켄이치                   | 스즈키 신이치     | 나카노★히카루   | 이시이 노리히토   | 다크 와이번 -레어메탈 본-     | 10월 21일      |
| 제31화 | 우주(하늘)로부터의 도움   | 야마시타 켄이치 | 후지타 켄타로                     | 키요야마 시게타카 | 나카노★히카루   | 타케나카 유우키   | 다크 호크                     | 10월 28일      |
| 제32화 | 12년 전의 진실            | 타구치 토모코   | 나카지 마유타                     | 타케모리 유카     | 나카노★히카루   | 노자와 사토시     | 다크 크로우 -아이언 본-       | 11월 4일       |
| 제33화 | 가족일 것                 | 무라야마 이사오 | 타나카 유우타                     | 야마자키 노부요시 | 나카노★히카루   | 마키노 카이       | 재규어 본 -아이언 본-         | 11월 11일      |
| 제34화 | 우로볼로스 강림           | 무라야마 이사오 | 스미도 히로유키                   | 카가와 히사시     | 나카노★히카루   | 타카하시 토모히코 | 다크 비                       | 11월 18일      |
| 제35화 | 에퀘스의 자랑             | 야마시타 켄이치 | 마에지마 켄이치                   | 스즈키 신이치     | 나카노★히카루   | 타케나카 유우키   | 다크 우로볼로스 -아이언 본-   | 11월 25일      |
| 제36화 | 레어메탈 본               | 무라야마 이사오 | (사사키 노리요) 우치야마 마나     | 나카죠 쿠미       | 나카노★히카루   | 이시이 노리히토   | 드래곤 본 -레어메탈 본-       | 12월 2일       |
| 제37화 | 레어메탈의 수수께끼       | 타구치 토모코   | 에노모토 모리                     | 오가와 이치로     | 타카하시 유우야 | 노자와 사토시     | 다크 스네이크 -아이언 본-     | 12월 9일       |
| 제38화 | 네포스의 전사로서         | 야마시타 켄이치 | 후지타 켄타로                     | 카니레기 테츠로   | 나카노★히카루   | 나카자와 다이키   | 다크 그리폰 -아이언 본-       | 12월 16일      |
| 제39화 | 케르베로스 지구로!        | 무라야마 이사오 | 나카지 마유타                     | 타케모리 유카     | 나카노★히카루   | 타카하시 토모히코 | 다크 배트 -아이언 본-         | 12월 23일      |
| 제40화 | 멜버른 급습               | 무라야마 이사오 | 스미도 히로유키                   | 키요야마 시게타카 | 나카노★히카루   | 타케나카 유우키   | 다크 오울 -아이언 본-         | 2015년 1월 6일 |
| 제41화 | 걸어온 길, 걸어야 할 길   | 무라야마 이사오 | 카와사키 코지                     | 나카죠 쿠미       | -               | -                 | 다크 케르베로스 -아이언 본-   | 1월 13일       |
| 제42화 | 고요한 격정               | 무라야마 이사오 | 마에지마 켄이치                   | 스즈키 신이치     | 나카노★히카루   | 이시이 노리히토   | 라이노 본 -레어메탈 본-       | 1월 20일       |
| 제43화 | 절망을 희망으로 바꾸어    | 무라야마 이사오 | (사사키 노리요) 우치야마 마나     | 이이가이 카즈유키 | 나카노★히카루   | 노자와 사토시     | 샤크 본 -레어메탈 본-         | 1월 27일       |
| 제44화 | 마신, 다시                | 무라야마 이사오 | 타나카 유우타                     | 야마자키 노부요시 | 나카노★히카루   | 타카하시 토모히코 | 다크 유니콘 -아이언 본-       | 2월 3일        |
| 제45화 | 꿈틀거리는 욕망           | 야마시타 켄이치 | 나카지 마유타                     | 카가와 히사시     | 나카노★히카루   | 타케나카 유우키   | 다크 피닉스 -아이언 본-       | 2월 10일       |
| 제46화 | 변하지 않는 강도          | 무라야마 이사오 | 스미도 히로유키                   | 타케모리 유카     | 나카노★히카루   | 이시이 노리히토   | 재규어 본 -레어메탈 본-       | 2월 17일       |
| 제47화 | 금단의 기억               | 타구치 토모코   | 후지타 켄타로                     | 카니레기 테츠로   | 타카하시 유우야 | 노자와 사토시     | 다크 베히모스 -아이언 본-     | 2월 24일       |
| 제48화 | 반역의 우렁찬 외침        | 야마시타 켄이치 | 에노모토 모리                     | 오가와 이치로     | 나카노★히카루   | 타카하시 토모히코 | 다크 케르베로스 -커스텀-      | 3월 3일        |
| 제49화 | 늑대와 호랑이             | 무라야마 이사오 | 사사키 켄세                       | 키요야마 시게타카 | 나카노★히카루   | 타케나카 유우키   | 다크 바지리스크 -아이언 본-   | 3월 10일       |
| 제50화 | 종언의 매듭               | 야마시타 켄이치 | 마에지마 켄이치                   | 스즈키 신이치     | 나카노★히카루   | 이시이 노리히토   | 레오 본 -레어메탈 본-         | 3월 17일       |
| 제51화 | 끝의 시작                 | 무라야마 이사오 | (우다 고노스케) 우치야마 마나     | 카가와 히사시     | 나카노★히카루   | 노자와 사토시     | 다크 케르베로스 -종언의 매듭- | 3월 24일       |
| 제52화 | 돌아가야 할 장소          | 무라야마 이사오 | 우다코 오노스케                   | 오오니시 료       | -               | 나카자와 다이키   | -                             | 3월 31일       |

### 방송국
| 방송 지역           | 방송국        | 방송 기간                        | 방송 일시            | 방송계열             | 비고   |
| ------------------- | ------------- | -------------------------------- | -------------------- | -------------------- | ------ |
| 관동광역권          | TV 도쿄       | 2014년 4월 1일 - 2015년 3월 31일 | 화요일 18:30 - 18:57 | TV 도쿄 계열         | 제작국 |
| 홋카이도            | TV 홋카이도   | 2014년 4월 1일 - 2015년 3월 31일 | 화요일 18:30 - 18:57 | TV 도쿄 계열         |        |
| 아이치현            | TV 아이치     | 2014년 4월 1일 - 2015년 3월 31일 | 화요일 18:30 - 18:57 | TV 도쿄 계열         |        |
| 오사카부            | TV 오사카     | 2014년 4월 1일 - 2015년 3월 31일 | 화요일 18:30 - 18:57 | TV 도쿄 계열         |        |
| 오카야마현·가가와현 | TV 세토우치   | 2014년 4월 1일 - 2015년 3월 31일 | 화요일 18:30 - 18:57 | TV 도쿄 계열         |        |
| 후쿠오카현          | TVQ 규슈 방송 | 2014년 4월 1일 - 2015년 3월 31일 | 화요일 18:30 - 18:57 | TV 도쿄 계열         |        |
| 일본 전역           | BS 재팬       | 2014년 4월 3일 - 2015년 4월 2일  | 목요일 17:30 - 18:00 | TV 도쿄 계열 BS 방송 |        |
| 일본 전역           | 반다이 채널   | 2014년 4월 4일 -                 | 금요일 12:00 갱신    | 인터넷 전송          |        |
| 일본 전역           | GYAO!         |                                  | 금요일 12:00 갱신    | 인터넷 전송          |        |

### BD/DVD
| 권 | 발매일          | 수록화          | 규격 품번 | 규격 품번 |
| 권 | 발매일          | 수록화          | BD        | DVD       |
| -- | --------------- | --------------- | --------- | --------- |
| 1  | 2015년 2월 13일 | 제1화 - 제13화  | BSTD-8116 | DSTD-8116 |
| 2  | 2015년 4월 8일  | 제14화 - 제26화 | BSTD-8117 | DSTD-8117 |
| 3  | 2015년 6년 10일 | 제27화 - 제39화 | BSTD-8118 | DSTD-8118 |
| 4  | 2015년 8월 5일  | 제40화 - 제52화 | BSTD-8119 | DSTD-8119 |

## 만화판
슈에이샤 「최강 점프」2014년 2월호부터 2015년 5월호까지 연재. 전 호에 프롤로그 만화를 게재. TV 애니메이션과는 캐릭터의 성격과 외모, 적의 등장 순서가 다르고 개그 요소도 많이 있다.
만화 - 스기타 히사시, 원안 - 반다이, 원작 - 도에이 애니메이션
점프 코믹스
- 1권 2014년 7월 4일 발매 ISBN 978-4-08-880148-3
- 2권 2015년 5월 1일 발매 ISBN 978-4-08-880287-9

## 완구
2014년 5월부터 반다이에서 프라모델이 출시. 터치 게이트&러너 록으로, 러너별로 맞붙이는 것만으로 간단하게 조립할 수 있게 되어 있다.
- 마진 본 01 BF 드래곤 본
- 마진 본 02 BF 샤크 본
- 마진 본 03 BF 레오 본
- 마진 본 04 불의 마신
- 마진 본 05 BF 타이거 본
- 마진 본 06 BF 울프 본
- 마진 본 07 BF 드래곤 본 -아이언 본-

### 내용주
1. ↑  완전히 의사를 잃지 않았던 피닉스 본이 가진 시간 속성의 힘.
2. ↑  완전히 의사를 잃지 않았던 피닉스 본이 가진 시간 속성의 힘.
3. ↑  코어 본 크래시 했을 때 별 3개 핵을 동시에 사용한 부담 때문인지 두발이 하얗게 세어 있었다.
4. ↑  반다이 채널의 넷 전달판에서는 잘렸다.